# Norsko na Zimních olympijských hrách 1980
Norsko na Zimních olympijských hrách 1980 v Lake Placid reprezentovalo 64 sportovců, z toho 55 mužů a 9 žen. Nejmladším účastníkem byla Brit Pettersenová (18 let, 78 dní), nejstarším pak Thor Martinsen (34 let, 215 dní). Reprezentanti vybojovali 10 medailí, z toho 1 zlatou, 3 stříbrné a 6 bronzových.

## Medailisté
| Medaile | Jméno                                                  | Sport          | Disciplína             |
| ------- | ------------------------------------------------------ | -------------- | ---------------------- |
| Zlato   | Bjørg Eva Jensenová                                    | Rychlobruslení | Ženy 3 000 m           |
| Stříbro | Lars-Erik Eriksen Per Knut Aaland Ove Aunli Oddvar Brå | Běh na lyžích  | Muži štafeta 4 x 10 km |
| Stříbro | Kay Stenshjemmet                                       | Rychlobruslení | Muži 1 500 m           |
| Stříbro | Kay Stenshjemmet                                       | Rychlobruslení | Muži 5 000 m           |
| Bronz   | Ove Aunli                                              | Běh na lyžích  | Muži 15 km (klasicky)  |
| Bronz   | Brit Pettersenová Anette Bøe Marit Myrmæl Berit Aunli  | Běh na lyžích  | Ženy štafeta 4 x 5 km  |
| Bronz   | Frode Rønning                                          | Rychlobruslení | Muži 1 000 m           |
| Bronz   | Terje Andersen                                         | Rychlobruslení | Muži 1 500 m           |
| Bronz   | Tom Erik Oxholm                                        | Rychlobruslení | Muži 5 000 m           |
| Bronz   | Tom Erik Oxholm                                        | Rychlobruslení | Muži 10 000 m          |